# Federaal District (Brazilië)
Het Federaal district (Portugees: Distrito Federal) in Brazilië is een gebied waarin de federale hoofdstad Brasilia ligt en dat tot geen enkele van de 26 deelstaten behoort.
Het district met de standaardafkorting DF heeft een oppervlakte van ca. 5780 km² en ligt in de regio Centraal-West. Het Federaal District wordt bijna volledig omsloten door de staat Goiás maar het heeft ook een grens van enkele kilometers met Minas Gerais in het zuidoosten. In 2017 had het district 3.039.444 inwoners.

## Bestuurlijke indeling
Het Federaal District is ingedeeld in 1 mesoregio, 1 microregio en 1 gemeente.